# ナイキ・ホーク
ナイキ・ホーク（英: Nike Hawk）はアメリカ合衆国の観測ロケット。1975年9月9日にただ1度だけ打ち上げられた。

## 性能
- 高度：160km
- 推力：217kN（離陸時）
- 合計質量：1100 kg
- 全長：9.00 m
- 直径：0.42 m